# Ambros Wernisch (Politiker)
Ambros Wernisch (der Ältere) (* 19. September 1821 in Winklern; † 27. April 1887 auf dem Raggnitzhof bei Lind im Drautal) war ein österreichischer Gutsbesitzer und Politiker.

## Leben
Wernisch war der Sohn des Gastwirts und Besitzers des Jenull-Gutes in Winklern Lorenz Wernisch (* 13. Dezember 1795; † 9. Juli 1837) und dessen Ehefrau Maria geb. Egger (* 22. September 1797; † 25. Juli 1862). Er war römisch-katholisch und heiratete 1859 Katharina Wiedmaier (* 24. November 1839; † 26. Dezember 1893). Aus der Ehe gingen zwei Töchter und vier Söhne, darunter Ambros Wernisch (1862–1923), hervor.
Wernisch war Verweser bei der Radgewerkschaft-Kompagnie Rauscher in Wetzmann bei Kötschach. Im Jahr 1862 erwarb er den Raggnitzhof bei Lind im Drautal.

## Politik
Vom 18. Februar 1867 bis zum am 21. Mai 1870 war er Abgeordneter im Kärntner Landtag für den Wahlbezirk LGM 7 Hermagor. Im Landtag war er Mitglied des Ausschusses für Bauten und Kommunikation und gehörte dem Klub Verfassungstreu an.